# Agaricomycetidae
Agaricomycetidae ist die artenreichste Unterklasse der Agaricomycetes. Sie umfasst zahlreiche bekannte essbare und giftige Pilze. Früher war für Agaricomycetidae die Bezeichnung Hymenomycetidae, beziehungsweise eingedeutscht Hymenomyceten geläufig.

## Systematik
Neuere phylogenetische Forschungen haben gezeigt, dass sich die zuvor in Hut- und Bauchpilze (Gastromycetidae) getrennten Unterklassen nicht aufrechterhalten lassen und somit in der Unterklasse Agaricomycetidae zu vereinigen sind. Hibbett und Autoren gliedern die Agaricomycetidae in drei Ordnungen:
- Ordnung Champignonartige – Agaricales
  - Familie Champignonverwandte – Agaricaceae
  - Familie Wulstlingsverwandte – Amanitaceae
  - Familie Amylogewebehautverwandte – Amylocorticiaceae
  - Familie Mistpilzverwandte – Bolbitiaceae
  - Familie Broomeiaceae
  - Familie Keulchenverwandte – Clavariaceae
  - Familie Schleierlingsverwandte – Cortinariaceae
  - Familie Fingerhutverwandte – Cyphellaceae
  - Familie Cystostereaceae
  - Familie Rötlingsverwandte – Entolomataceae
  - Familie Leberreischlingsverwandte – Fistulinaceae
  - Familie Gigaspermaceae
  - Familie Hemigasteraceae
  - Familie Heidetrüffelverwandte – Hydnangiaceae
  - Familie Schnecklingsverwandte – Hygrophoraceae
  - Familie Risspilzverwandte – Inocybaceae
  - Familie Limnoperdaceae
  - Familie Raslingsverwandte – Lyophyllaceae
  - Familie Schwindlingsverwandte – Marasmiaceae
  - Familie Helmlingsverwandte – Mycenaceae
  - Familie Niaceae
  - Familie Korkstäublingsverwandte – Phelloriniaceae
  - Familie Physalacriaceae
  - Familie Seitlingsverwandte – Pleurotaceae
  - Familie Dachpilzverwandte – Pluteaceae
  - Familie Faserlingsverwandte – Psathyrellaceae
  - Familie Borstenkorallenverwandte – Pterulaceae
  - Familie Spaltblättlingsverwandte – Schizophyllaceae
  - Familie Möhrentrüffelverwandte – Stephanosporaceae
  - Familie Träuschlingsverwandte – Strophariaceae
  - Familie Ritterlingsverwandte – Tricholomataceae
  - Familie Fadenkeulchenverwandte – Typhulaceae
- Ordnung Gewebehautartige – Atheliales[2]
  - Familie Gewebehautverwandte – Atheliaceae
- Ordnung Dickröhrlingsartige – Boletales[3][4]
  - Unterordnung Boletineae
    - Familie Dickröhrlingsverwandte – Boletaceae
    - Familie Diplocystaceae
    - Familie Wabentrüffelverwandte – Leucogastraceae

  - Unterordnung Coniophorineae
    - Familie Braunsporrindenpilzverwandte – Coniophoraceae
    - Familie Afterleistlingsverwandte – Hygrophoropsidaceae
    - Familie Hausschwammverwandte – Serpulaceae

  - Unterordnung Paxillineae
    - Familie Grüblingsverwandte – Gyrodontaceae
    - Familie Kremplingsverwandte – Paxillaceae

  - Unterordnung Sclerodermatineae
    - Familie Wettersternverwandte – Astraeaceae
    - Familie Boletinellaceae
    - Familie Calostomataceae
    - Familie Blassporröhrlingverwandte – Gyroporaceae
    - Familie Erbsenstreulingsverwandte – Pisolithaceae
    - Familie Kartoffelbovistverwandte – Sclerodermataceae

  - Unterordnung Suillineae
    - Familie Schmierlingsverwandte – Gomphidiaceae
    - Familie Wurzeltrüffelverwandte – Rhizopogonaceae
    - Familie Schmierröhrlingsverwandte – Suillaceae
    - Familie Truncocolumellaceae
    - Familie Holzkremplingsverwandte – Tapinellaceae

Diese Systematik ist inzwischen teilweise veraltet, da die Systematik mit fortlaufender Wissenschaft in ständigem Wandel ist. Beispielsweise wurden einige neue Familien innerhalb der schon bestehenden Ordnungen beschrieben.
Hinzu kamen außerdem Folgende:
- Ordnung Amylocorticiales
  - Familie Amylocorticiaceae

- Ordnung Jaapiales
  - Familie Jaapiaceae